# Dieter Ingenschay

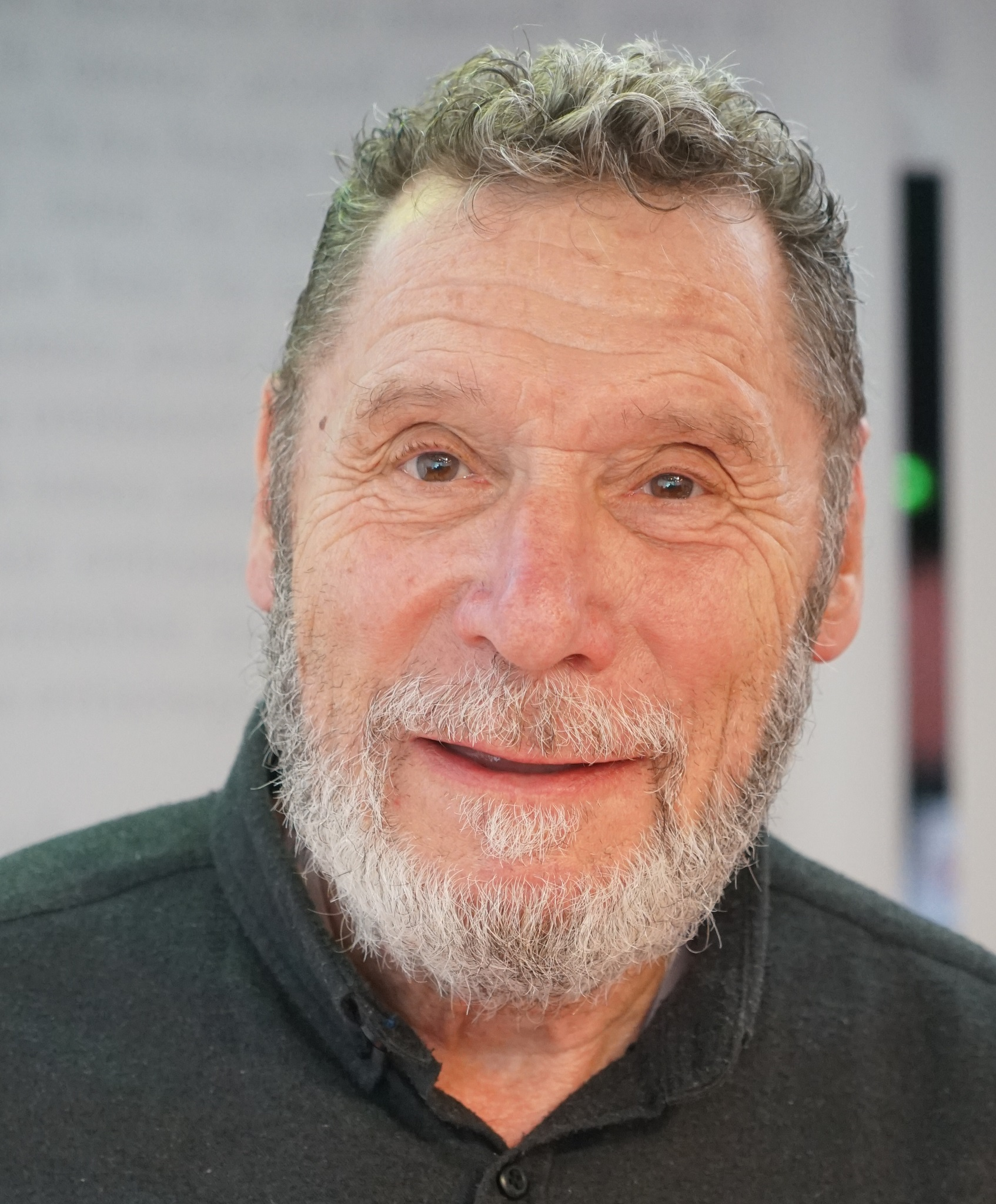
Dieter Ingenschay, Frankfurter Buchmesse 2022

Dieter Ingenschay (* 10. November 1948 in Issum) ist ein deutscher Romanist.

## Leben
Er promovierte (1979) und habilitierte (1987) an der Universität Bochum. An der Universität München war er von 1990 bis 1995 Professor für Romanische Philologie. Seit 1995 war er Professor für Romanische Literaturwissenschaft an der Humboldt-Universität Berlin.
Seine Forschungsschwerpunkte sind zeitgenössische romanische Literatur und Postmoderne Kulturtheorie.

## Schriften (Auswahl)
Als Autor
- Alltagswelt und Selbsterfahrung. Ballade und Testament bei Deschamps und Villon. München 1986, ISBN 3-7705-2355-5.
- mit Sabine Harmuth: Lateinamerikanische Literatur des 20. Jahrhunderts. Stuttgart 2001, ISBN 3-12-939626-8.

Als Herausgeber
- mit Gabriele Knauer und Klaus Meyer-Minnemann: El pasado siglo XX. Una retrospectiva de la literatura latinoamericana. Homenaje a Hans-Otto Dill. Berlin 2003, ISBN 3-925867-68-6.
- Eventos del deseo. Sexualidades minoritarias en las culturas/literaturas de España y Latinoamérica a finales del siglo XX. Madrid 2018, ISBN 3-95487-691-4.